# Larrauri (Vizcaya)
Larrauri es una entidad de población española del municipio de Munguía, perteneciente a la provincia de Vizcaya, en la comunidad autónoma del País Vasco.

## Historia
Hacia mediados del siglo XIX, el lugar, un barrio ya por entonces perteneciente a la anteiglesia de Munguía, tenía contabilizada una población de medio millar de habitantes. Aparece descrito en el décimo volumen del Diccionario geográfico-estadístico-histórico de España y sus posesiones de Ultramar de Pascual Madoz con las siguientes palabras:

LARRAURI: barrio en la prov. de Vizcaya, part. jud. de Güernica, térm. jurisd. de la anteiglesia de Munguia (1/2 leg.): no tiene ayunt., pero cada 3 años ha de ser un vec. fiel principal, y en los 2 de hueco fiel parcial. sit. en llano y la mayor parte entre montes. clima sano: tiene mas de 80 cas. dispersos, parr. separada (Sta. Maria Magdalena) aunque aneja de las de la anteiglesia y v. de Munguía y servida por uno de jos beneficiados de la matrices, 2 erm. bajo la advocacion de San Miguel y Sta. Elena, y 6 fuentes de buenas aguas. El terreno es llano, de buena calidad y á propósito para maiz; le bañan 3 riachuelos: hay una mina de yeso, y monte con robles, madroños, castaños y buenos pastos, pero son de particulares. prod.: maiz, trigo, chacolí, frutas y legumbres: cria ganado vacuno, caza de liebres y perdices, y pesca de anguilas, truchas y bermejuelas. ind.: 3 molinos harineros. pobl.: 104 vec., 500 almas.
(Madoz, 1847, p. 89)

En 2023, la entidad singular de población tenía empadronados 414 habitantes.